# Exoneura angophorella
Exoneura angophorella là một loài Hymenoptera trong họ Apidae. Loài này được Rayment mô tả khoa học năm 1948.